# Selección de hockey sobre hielo sub-18 de Checoslovaquia
La selección de hockey sobre hielo sub-18 de Checoslovaquia fue el equipo nacional masculino de hockey sobre hielo sub-18 en Checoslovaquia. Fue sucedido por la selección de hockey sobre hielo sub-18 de la República Checa en 1993.
El equipo ganó un total de 22 medallas en el Campeonato Europeo Juvenil de Hockey sobre Hielo, incluidas cinco medallas de oro, nueve de plata y ocho de bronce. Terminaron en cuarto lugar en el Campeonato de Europa Sub-19 no oficial de 1967.

## Participaciones

### Campeonato Europeo
| - 1967 (no oficial): 4° - 1968: - 1969: - 1970: - 1971: - 1972: - 1973: - 1974: 4° - 1975: - 1976: 4° - 1977: - 1978: 4° - 1979: | - 1980: - 1981: - 1982: - 1983: - 1984: - 1985: - 1986: - 1987: - 1988: - 1989: - 1990: - 1991: - 1992: |